# Chantal Bouvier de Lamotte
Chantal Bouvier de Lamotte est une femme française, née le 3 novembre 1954, élue Miss Paris 1971, puis Miss France 1972. Elle abdique après des blessures graves causées par une chute à cheval. Elle transmet alors son titre à sa 3e dauphine, Miss Poitou, Claudine Cassereau. Elle est la 42e Miss France.

## Biographie
Le 31 decembre 1971, alors qu'elle est Miss Paris, elle est élue Miss France 1972 au palais des fêtes d'Épernay (Marne) parmi 37 candidates régionales et succède à  Myriam Stocco. Quelques semaines plus tard, à la suite d'un accident d'équitation, elle abdique. Le comité Miss France, présidé par Louis de Fontenay choisit sa troisième dauphine Claudine Cassereau pour la remplacer.
Le 13 décembre 1996, elle fait partie du jury de l'élection de Miss France 1997 qui se déroule au Futuroscope et diffusée sur TF1.